# Правильний трикутник
| Правильний трикутник       | Правильний трикутник             |
| -------------------------- | -------------------------------- |
|                            |                                  |
| Тип                        | Правильний багатокутник          |
| Властивості                | Опуклий, рівносторонній          |
| Елементи                   | 3 ребра 3 вершини                |
| Позначення                 |                                  |
| Символ Шлефлі              | {3}                              |
| Діаграма Коксетера-Динкіна | або (x3o)                        |
| Група симетрії             | D3, порядок 6 (Діедральна група) |
| Двоїстий                   | Самодвоїстий                     |

Правильний трикутник (тригон від грец. τρεῖς - три та γωνία -кут) — трикутник, у якого всі сторони і кути рівні. Тому його також називають рівностороннім трикутником.
Також, правильний трикутник — геометрична фігура, правильний багатокутник з трьома сторонами.
Усі внутрішні кути правильного трикутника дорівнюють 60° (або {\displaystyle \pi }/3 радіан).
Правильний трикутник має три ліній дзеркальної симетрії, що проходять через його висоти, і обертову симетрію 3-го порядку навколо центра О (на кути 60°, 120° і 360°), тобто група рухів (самосуміщень) площини для правильного трикутника складається з 6 елементів.

## Формули
Нехай сторона правильного трикутника дорівнює {\displaystyle a}. Тоді:
Периметр:  {\displaystyle P=3a\,\!};
Висота трикутника ‒ відстань від вершини до протилежної сторони: {\displaystyle h={\frac {\sqrt {3}}{2}}\cdot a=3\cdot r={\frac {3}{2}}\cdot R};
{\displaystyle h=r+R}
Апофема ‒ відстань від центру до сторони: {\displaystyle a_{p}=r={\frac {1}{3}}\cdot h}
Радіус вписаного кола (дотикається до всіх його сторін):
{\displaystyle r={\frac {\sqrt {3}}{6}}\cdot a={\frac {1}{2}}\cdot R={\frac {1}{3}}\cdot h};
Радіус описаного кола ‒ проходить через всі його вершини:
{\displaystyle R={\frac {\sqrt {3}}{3}}\cdot a=2\cdot r={\frac {2}{3}}\cdot h}
Радіус зовнівписаного кола ‒ дотикається до сторони та продовження двох інших сторін:
{\displaystyle r_{a}={\frac {\sqrt {3}}{2}}\cdot a=3\cdot r={\frac {3}{2}}\cdot R=h}
Площа правильного трикутника:  {\displaystyle S={\frac {\sqrt {3}}{4}}\cdot a^{2}=3{\sqrt {3}}\cdot r^{2}={\frac {3{\sqrt {3}}}{4}}\cdot R^{2}={\frac {\sqrt {3}}{3}}\cdot h^{2}}
Усі ці формули можна вивести з теореми Піфагора.

## Властивості
- Правильний трикутник має всі властивості, притаманні правильному багатокутнику та трикутнику.
- Правильний трикутник є одночасно і рівностороннім і рівнокутним (за означенням).
- В правильному трикутнику його висоти збігаються з його медіанами та бісектрисами кутів. Висоти, медіани та бісектриси перетинаються в одній точці - центрі правильного трикутника, яка лежить на його висоті  на відстані 1/3 h від основи, тобто точкою перетину діляться у відношенні {\displaystyle 1:2}  від основи.
- Центри вписаного та описаного кола збігаються і лежать в центрі правильного трикутника.
- В правильному трикутнику всі чудові точки трикутника знаходяться в його геометричному центрі. Це означає, що рівносторонній трикутник є єдиним трикутником, у якого немає лінії Ейлера. 
  - Трикутник є рівностороннім, якщо збігаються будь-які два з його центрів:центр описаного кола, інцентр (центр вписаного кола), центроїд або ортоцентр.[1]:стор.37
  - Він також є рівностороннім, якщо його центр описаного кола збігається з точкою Наґеля або якщо його центр вписаного кола збігається з центром кола дев’яти точок.[2]
- В правильному трикутнику коло дев'яти точок збігається з вписаним колом.
- Правильні трикутники є гранями для 8 опуклих багатогранників: трьох тіл Платона (правильного тетраедра, октаедра та ікосаедра), а також п'яти тіл Джонсона. Багатогранники, всі грані яких - правильні трикутники, називаються дельтаедрами.
- Також правильний трикутник є гранню для одного тіла Кеплера-Пуансо, а саме великого ікосаедра.
- Правильний трикутник ‒ один із двох правильних багатокутників, що не має зірчастої форми; інший — квадрат.

Паркет з рівносторонніх трикутників

- Правильними трикутниками можна замостити площину без проміжків та накладень. Також в усіх напівправильних мозаїках[en] присутній рівносторонній трикутник [3].
- Правильний трикутник є першим в нескінченній родині правильних багатокутників, та третім в нескінченному сімействі n- симплексів, при n = 2.[4]

### Теореми, пов'язані з правильним трикутником
- Теорема Вівіані:

| У будь-якому рівносторонньому трикутнику ABC сума відстаней від будь-якої внутрішньої точки трикутника до його сторін дорівнює висоті трикутника. |

- Теорема Морлі:

| Точки перетину суміжних трисектрис кутів довільного трикутника є вершинами рівностороннього трикутника. |

- Теорема Наполеона:

| Якщо на кожній стороні трикутника побудувати рівносторонній трикутник (або всі три назовні, або всі три всередину), то їхні центри будуть вершинами іншого рівностороннього трикутника. |

- Теорема Помпею:

| Для довільного рівностороннього трикутника {\displaystyle \scriptstyle ABC} та довільної точки {\displaystyle \scriptstyle P} в його площині відрізки {\displaystyle \scriptstyle PA}, {\displaystyle \scriptstyle PB} та {\displaystyle \scriptstyle PC} є сторонами трикутника (можливо, виродженого). |

- Теореми Тебо 2 и 3
- Для будь-якого трикутника три медіани ділять трикутник на шість менших трикутників.
  1. Трикутник є рівностороннім тоді і тільки тоді, коли будь-які три менших трикутника мають однаковий периметр або однаковий радіус.[5]:Теорема 1
  2. Трикутник є рівностороннім тоді і тільки тоді, коли центри описаного кола будь-яких трьох менших трикутників знаходяться на однаковій відстані від центроїда.[5]:Наслідок7
- На плошині дано трикутник і довільну точку P.

{\displaystyle p}, {\displaystyle q} , {\displaystyle r} ‒ відстані від точки P до сторін трикутника;    {\displaystyle x}, {\displaystyle y} , {\displaystyle z} ‒ відстані від точки P до вершин трикутника.
Трикутник є рівностороннім тоді і тільки тоді, коли для кожної точки P площини виконується нерівність: :стор.178,#235.4{\displaystyle 4\left(p^{2}+q^{2}+r^{2}\right)\geq x^{2}+y^{2}+z^{2}.}

## Геометрична побудова

Креслення рівнобічного трикутника за допомогою циркуля та лінійки.

Рівносторонній трикутник можна накреслити за допомогою циркуля та лінійки. Для цього необхідно виконати такі дії:
1. Провести пряму та поставити на неї циркуль гострим кінцем;
2. Провести коло;
3. Поставити циркуль в одну із точок перетину кола та прямої, провести ще одне коло такого ж радіусу;
4. З'єднати прямими центри кіл та точку перетину цих кіл.

Альтернативний спосіб:
1. Накреслити коло довільного радіусу;
2. Поставити циркуль на це коло і накреслити ще одне коло такого ж радіусу;
3. Ці два кола перетинаються в двох точках, кожна з точок перетину разом із центрами кіл утворюють правильні трикутники.